# 陆萨诺夫气田
陆萨诺夫气田（俄语：Русановское газовое месторождение）是位于喀拉海的天然气田，1992年发现，含气性与阿爾布期-森諾曼期组陆源沉积物有关。
为多线性气藏，超过10个，气藏深度1650-2450米，钻有两口井。初始储量3万亿立方米天然气。